# Maurice-Charles Renard
Pour les articles homonymes, voir Maurice Renard et Renard (homonymie).
Ne doit pas être confondu avec l'écrivain Maurice Renard (1875-1939).
Maurice-Charles Renard (Caen, 14 juillet 1888 - Villers-Bocage, 30 juillet 1973) est un écrivain de langue française.

## Biographie
Journaliste dans la presse normande, il y publie, outre nombre d'articles, des contes et nouvelles.  II écrit en collaboration avec Émile Pagès quelques romans policiers, publiés sous le pseudonyme de Jim Vulpes, et quelques romans d'amour, sous le pseudonyme de Hugues de Page. Il signe de son seul nom des contes, des biographies, des romans, des pièces de théâtre, des ouvrages de pêche et quelques romans policiers.

## Œuvre

### Romans
- Mad et Mado, L. Querelle, 1929
- La Femme sans tête, Nouvelle revue critique, 1930
- Amours de Prisca, Nouvelle Société d'Édition, 1936
- Les Belles que voici, Plon, 1936
- La Prison d'argile, éditions Henri Fontaine, 1942
- L'Inconnu des îles, Le Masque, 1954
- Meurtre à Jersey, Le Masque, 1958
- L'Énigme de Sercq, Gallic, coll. Contre-espionnage, 1961
- La Souche éclatée, Caron et Cie, 1966

### Romans signés Jim Vulpes ou Vulpès
- Meurtre aux Hawaï, éditions La Bruyère, collection La Cagoule, 1949
- Le Perroquet en or, éditions Gautier-Languereau et Fleurus, coll. Jean-François, 1950
- L'Inconnu de minuit, éditions Gautier-Languereau et Fleurus, coll. Jean-François, 1952
- Le Trésor des Alaghirs, éditions Gautier-Languereau et Fleurus, coll. Jean-François, 1955

### Contes
- Contes de la marraine, Édition française illustrée, 1919
- Sous la neige rose : contes normands, P. Duval/Elbeuf, 1933

### Théâtre
- Derrière la porte, Ondet et Viterbo, 1919
- Charlotte Corday (drame lyrique, musique de Léon Manière), Edition du Centenaire , 1937

## Prix
- Prix du roman d'aventures 1954 pour L'Inconnu des îles